# Веселий випивака
«Весе́лий випива́ка» (De vrolijke drinker) — картина Франса Галса 1628 року. Вона написана олією на полотні і має розміри 81 × 66,5 сантиметра. Картина зберігається в Державному музеї Амстердама.

## Короткий опис
Випивака має на собі світлий шкіряний дублет із золотим портретним медальйоном на поясі. Загострений комір, манжети та круглий чорний капелюх завершують одяг. Усе налаштоване на момент: блискучі очі, напіврозтулений рот, піднята права рука та нахилений келих у лівій. Чоловік виглядає природним і розслабленим. Ніс і щоки червоні від випитого вина. Він повертається до глядача, його рот розтулений, ніби він щось говорить. Темні замашні лінії позначають складки на рукаві, зубчаста зовнішня лінія руки натякає на раптовий рух.
Картина намальована нещільними мазками. Це створює враження безпосередньої жвавості. Темні вкраплення барви для зображення бороди та вусів, білі плями відблисків на келиху та вкрите потом чоло підтверджують це враження. Позірно спонтанні, ізольовані штрихи виглядають майже плутаними, якщо роздивлятися зблизька. Але з відповідної відстані вони поєднуються, утворюючи блискучу текстуру.